# Собор Петра и Павла (Москва)
Собор Святых Петра и Павла — лютеранский храм в центре Москвы, кафедральный собор региональной Евангелическо-лютеранской церкви Европейской части России (ЕЛЦЕР) с кафедрой епископа Сергея Гольцверта, в составе Союза Евангелическо-лютеранских церквей на территории СНГ.
Приход церкви святых Петра и Павла в Москве — один из старейших лютеранских приходов в России. Собор является одной из двух действующих официальных лютеранских церквей в Москве, наряду с церковью Святой Троицы на Введенском кладбище.
Богослужения в соборе проводятся каждое воскресенье в 11:30 на русском языке с литургическими элементами на немецком языке.

## История
Община церкви была образована в 1626 году, когда от старой московской лютеранской общины святого Михаила отделилась новая община под руководством пастора Якоба Нойенбурга. В 1632 году была снесена первая церковь общины близ Чистых прудов. Вторая церковь простояла чуть более 10 лет. По инициативе генерала Николая Баумана в 1647 году недалеко от моста на реке Яуза было возведена «Офицерская церковь», но и это место у общины было отнято. В 1649 году Соборным уложением европейцам вообще запретили покупать недвижимость в столице.
Генерал Бауман купил вместе с художником Петром Инглисом новую строительную площадку в Немецкой слободе. Там был вторично основан лютеранский молитвенный дом, на месте которого в 1664 году появилась маленькая деревянная церковь. В 1667 году эту церковь снесли и на том же месте построили большую деревянную церковь, а также дом пастора и школьное здание. Освящение церкви состоялось в 1669 году. В 1670 году земельный участок, на котором находились эти три строения, перешёл в официальное владение общины по дарственной царя Алексея Михайловича.
В 1694 году в присутствии Петра Великого был заложен фундамент для строительства новой каменной церкви с колокольней, а в 1695 году её освятили во имя святых апостолов Петра и Павла. Эта «Новая церковь» трижды горела (в 1711, 1737 и 1748 году), но её всегда восстанавливали. Однако после сильнейшего пожара 1812 года, когда сгорела большая часть Москвы, восстановление не удалось. Община во главе с пастором церкви Фридрихом Гёрингом нашла временное убежище в построенном молитвенном доме, который был освящен 13 декабря 1814 года.

### В Космодамианском (Старосадском) переулке

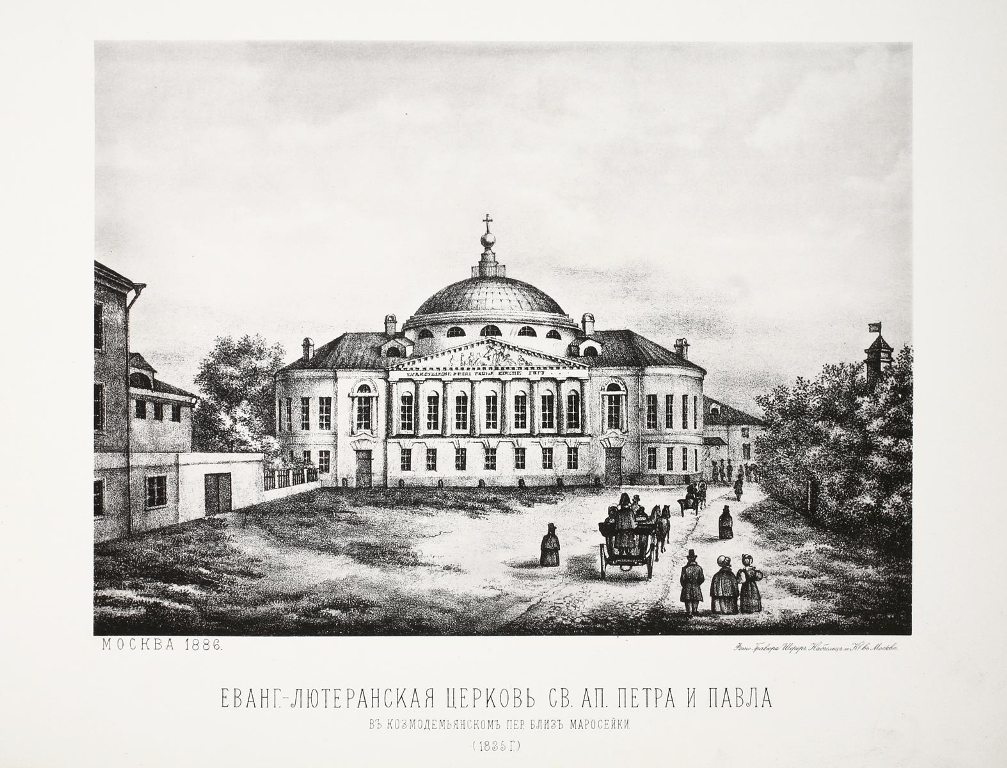
Церковь в 1835 г.
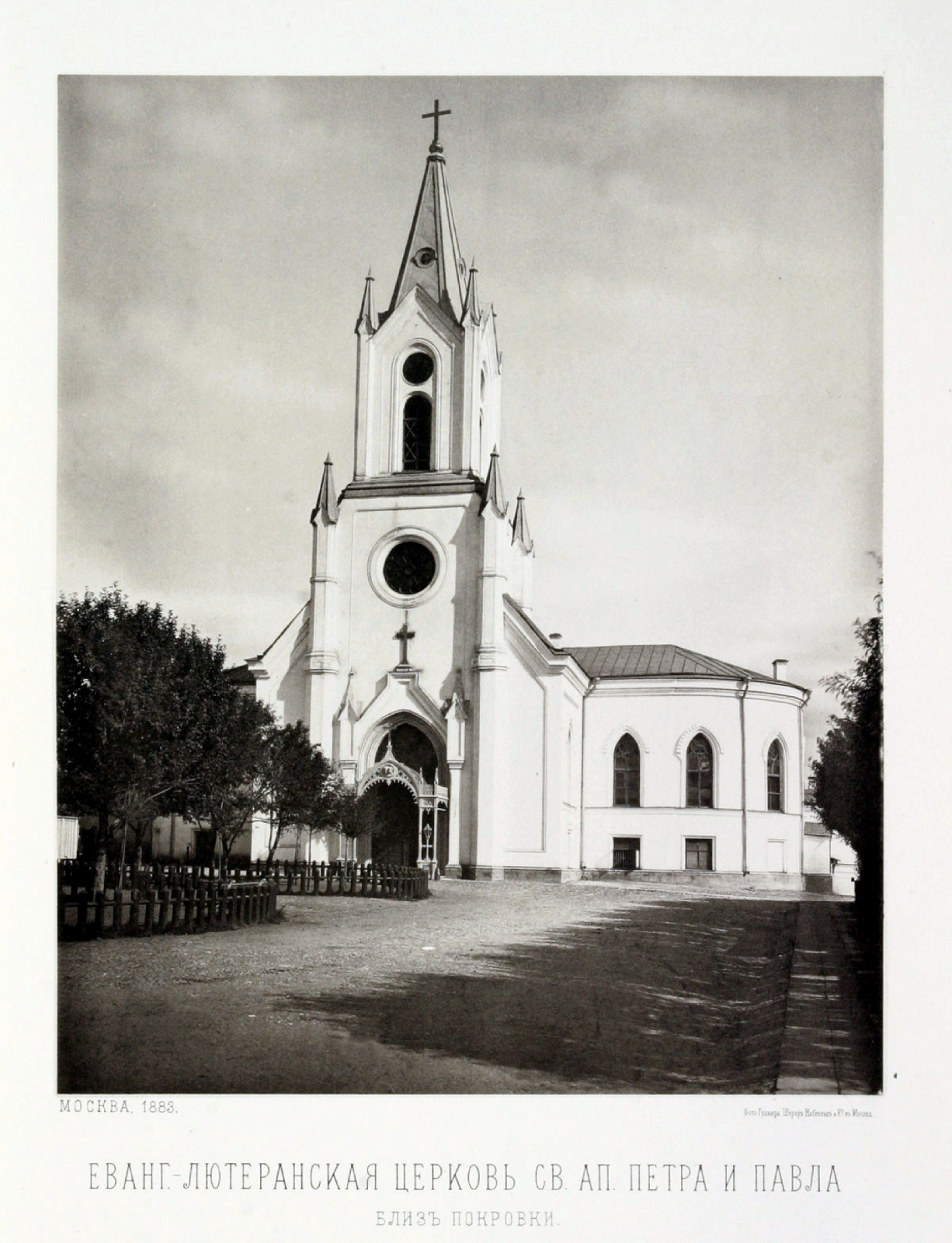
Церковь в 1888 г.
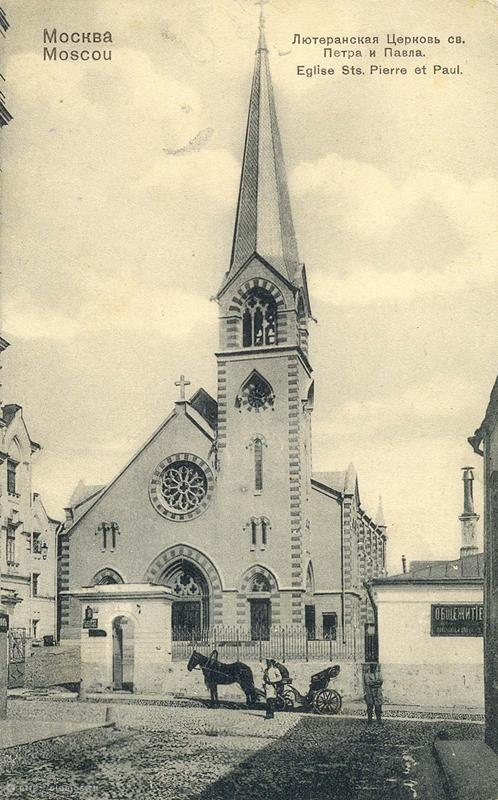
Открытка нач. XX в.
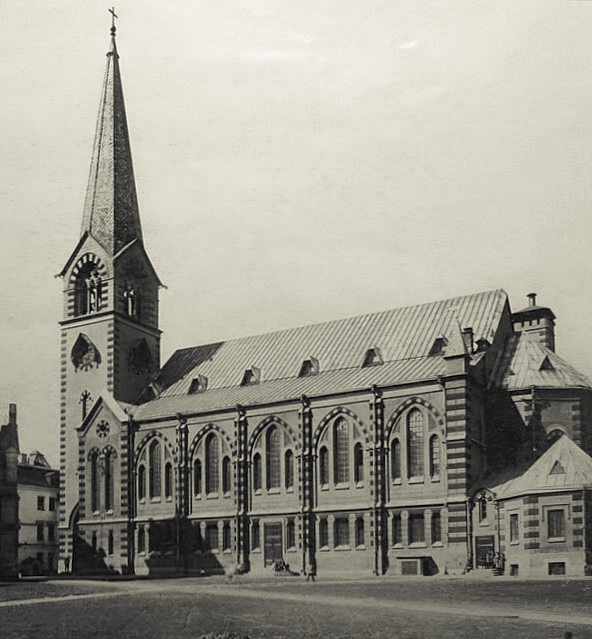
Фотография нач. XX в.
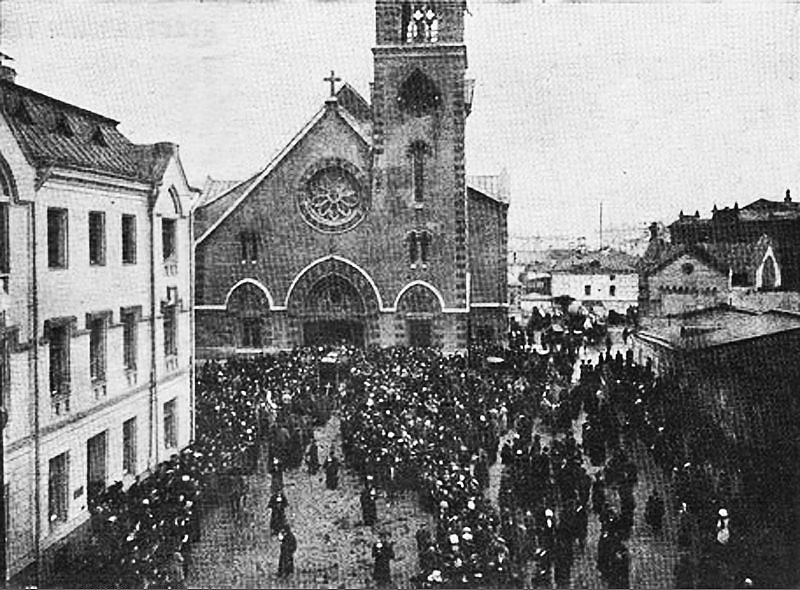
Похороны епископа Дикгофа, 1911 г.

В 1817 году община выкупила усадьбу Лопухиных близ улицы Покровки в Космодамианском переулке (с 1922 года — Старосадский переулок). 15 июня 1818 года в присутствии короля Пруссии Фридриха Вильгельма III была заложена церковь свв. Петра и Павла. На деньги короля Пруссии, а также императора Александра I, предоставившего ссуду в размере 40 000 рублей, из которых общине нужно было погасить только 33 000 рублей, началась перестройка купленного дома под церковь, возведения купола и креста. 18 (30) августа 1819 года эта новая постройка была освящена. Петропавловский приход стал крупнейшим среди протестантских приходов Москвы. В числе общины было немало богатых промышленников, финансистов, представителей дворянского рода. В феврале 1837 года в церкви впервые зазвучал орган, а 4 мая 1843 года в церкви состоялся органный концерт Ференца Листа.
Когда в середине XIX века число прихожан превысило 6 тысяч, было принято решение о реконструкции храма по плану архитектора А. А. Мейнгарда в неоготическом стиле, которое завершилось в январе 1862 года. В 1863 году на башню был поднят колокол, подаренный кайзером Вильгельмом I. В этой церкви в 1896 году дал органный концерт органист церкви Сен-Сюльпис, профессор Парижской консерватории Шарль-Мари Видор.
К концу XIX века община насчитывала 17 тысяч человек (14 тысяч немцев, 2 тысячи латышей, 600 эстонцев, 150 финнов и шведов). Богослужения совершались не только на немецком, но также на латышском и эстонском языках. В связи с увеличением численности прихожан встал вопрос о перестройке церкви с целью её расширения. В 1898 году последовало решение о строительстве церкви, рассчитанной на 1700 мест, которое в 1903—1905 годах было выполнено по проекту Уильяма Валькота архитектором В. А. Коссовым. После отказа В. А. Коссова, вызванного конфликтом со строителями, игнорировавшими заявление автора проекта о прогибе в своде здания, строительством церкви руководил инженер А. Ф. Лолейт.
5 (18) декабря 1905 года состоялось освящение церкви как кафедрального собора Московского Консисториального округа. 20 апреля 1908 года в соборе отмечался 50-летний юбилей священнослужения обер-пастор Генриха фон Дикгофа, известного в Москве своей благотворительностью. В том же году он получил почётное звание епископа. После его смерти в 1911 году, в соборе состоялось прощание, после чего он был похоронен на Введенском кладбище в Москве.
В мае 1915 года по Москве прокатилась волна антинемецких погромов, которые нанесли собору материальный ущерб.

### После 1917 года
В связи c декретом «Об отделении церкви от государства и школы от церкви» Совета народных комиссаров РСФСР от 23 января 1918 года, всё имущество было национализировано, несмотря на то, что прихожанами церкви были в основном подданные Германии и других иностранных государств, а церковная утварь большей частью была приобретена на добровольные пожертвования и иностранные средства. Кроме того, прекратили своё существование учебные заведения при церкви. Моссовет потребовал от прихода св. Петра и Павла сдать в трёхдневный срок в банк все ценные бумаги и наличные деньги, а летом 1918 года все члены церковного совета были оштрафованы на 100 рублей каждый за отказ признать имущество церкви государственной собственностью, что трактовалось как «неисполнение распоряжений юридического отдела Моссовета». Дальнейшее пользование зданием собора было по заключённому договору.
В 1924 году, после переноса столицы России из Петрограда в Москву, лютеранская церковь святых Петра и Павла получила статус кафедрального собора, главного лютеранского собора в СССР. В Москву был перенесен церковный центр — резиденция епископа и Высший церковный совет. В первые годы советской власти из богатейшего собора свв. Петра и Павла были изъяты ценности, уменьшалось количество прихожан.
Несмотря на протесты членов общины, в 1928 году была закрыта и разрушена лютеранская церковь св. Михаила в Немецкой слободе, от которой сохранились алтарная Библия 1665 года, алтарь в стиле барокко 1764 года, орган «Вильгельм Зауэр»1898 года, а также крест епископа Майера — все эти реликвии в настоящее время находятся в Петропавловском соборе. В ноябре 1936 года пастор Александр Штрек вместе с членами церковного совета были арестованы и расстреляны, а службы прекращены. На этом существование общины прекратилось. 17 июля 1938 года Моссовет и Мособлисполком объединённым постановлением за № 20 на основании того, что «церковь бездействует и разрушается, передали здание Красногвардейскому райсовету под кинотеатр. Спустя три месяца райсовету было выделены средства на работы по переоборудованию церкви под кинотеатр, который тресту Москино было поручено открыть к очередной годовщине Октябрьской революции. Открытие кинотеатра, которое состоялось в мае 1939 года, подверглось осуждению в немецком журнале „Христианский мир“ (нем. Die christliche Welt), который отмечал, что там, где раньше был крест, „теперь развевается красное знамя“.
Затем собор передали студии „Диафильм“, которая произвела перепланировку здания: основной объём был разделён на несколько этажей, а интерьер собора — полностью уничтожен. Перед VI Всемирным фестивалем молодёжи и студентов в 1957 году был разобран шпиль собора.

### Возрождение общины
Юридически Евангелическо-лютеранская церковь в России никогда не закрывалась, но вследствие репрессий фактически прекратила существование к концу 1938 года. Спустя 50 лет, в 1988 году церковь вновь конституировалась во главе с епископом Харальдом Калныньшем. В 1990—1991 годах новая страница открылась также в жизни общины свв. Петра и Павла. В мае 1991 года инициативная группа подала документы на регистрацию в Управление юстиции Моссовета, а уже 7 июня того же года община получила свидетельство о регистрации.
Студия „Диафильм“, которая на тот момент распоряжалась всем комплексом зданий, была готова выделить небольшое помещение для совершения богослужений. 4 сентября 1991 года епископ Калныньш, пастор Штефан Редер и вновь назначенный исполняющим обязанности пастора общины И. Г. Ермолов совершили первое богослужение в просмотровом зале студии, находившемся на месте нынешних органных хоров. Исполняющим обязанности пастора был назначен рукоположённый на это служение И. Г. Ермолов. С этого времени богослужения совершались каждое воскресенье. Богослужения проводились как на немецком, так и на русском языках. Также стараниями И. Г. Ермолова и активного члена общины В. С. Пудова были организованы курсы по изучению Библии. В 1992 году в общине появился первый постоянный пастор Гуннар фон Шлиппе.
В июле 1992 года постановлением Правительства Москвы лютеранам было передано в пользование здание собора, затем, в несколько этапов, ещё несколько зданий комплекса. Однако, возникли проблемы с отселением „Диафильма“, которые удалось разрешить только к середине 1997 года. В том же году начались восстановительные работы в алтарной части собора, где был оборудован церковный зал на 200 мест, освящённый в первое воскресенье октября 1998 года. В этом зале богослужения проходили вплоть до лета 2004 года.

### Восстановление собора

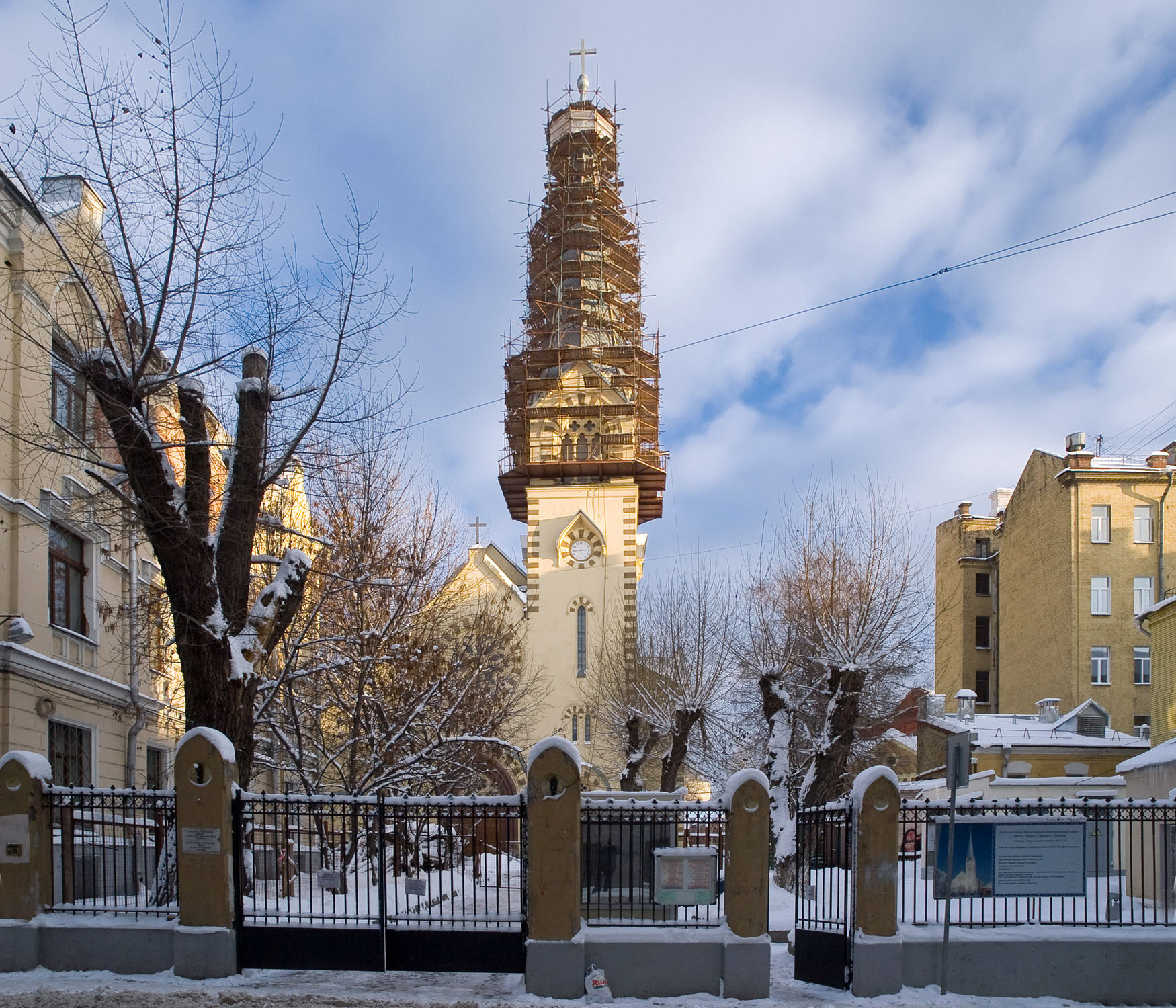
Восстановление шпиля, 2010 г.

До 2004 года были проведены предреставрационные работы по демонтажу оставшихся после „Диафильма“ коммуникаций. При поддержке города была смонтирована новая электроподстанция, заменены утеплительный слой сводов и кровля, а на основании старых фотографий восстановлен западный фасад с главным входом и неоготическое окно-роза.
В 2004 году, когда собор нашёл спонсоров среди частных лиц и организаций, появилась возможность приступить к масштабным работам по восстановлению исторического облика собора с учётом современных технических требований. На период проведения работ община вернулась в здание капеллы.
В 2004—2008 годах зал был освобождён от лишних перекрытий и перегородок, отреставрированы свод, стены и сильно повреждённые колонны. Восстановлена галерея, опоясывающая зал с трёх сторон, изготовлены новые и отреставрированы старые двери, установлены новые дубовые скамьи. Осуществлён монтаж отреставрированного органа, мраморного пола и витражей в окнах апсиды. Кроме того, были проведены работы по восстановлению и гидроизоляции подвалов, монтажу систем электроснабжения, отопления и вентиляции. Изменения претерпела и окружающая собор территория: во дворе были сняты многолетние наслоения асфальта, вследствие чего его уровень опустился почти до уровня 1905 года.

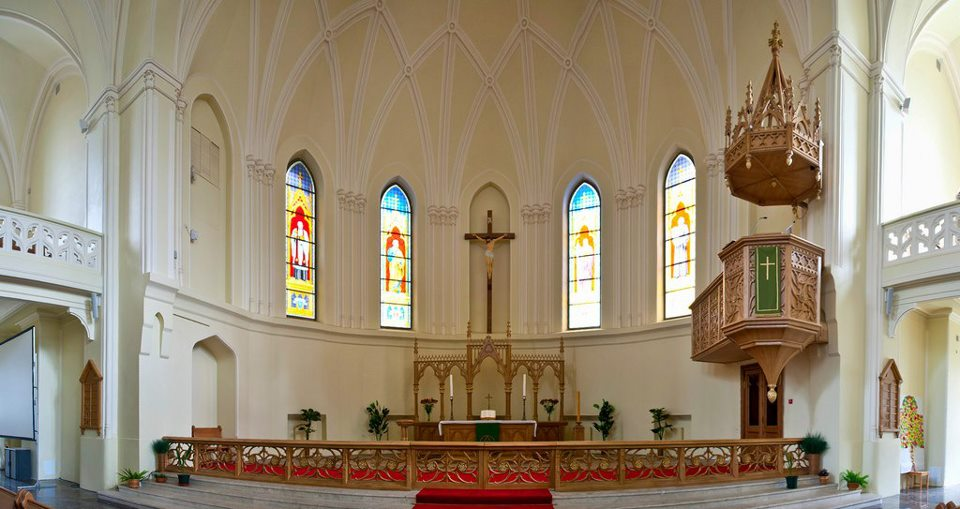
Алтарь собора (современный вид)

18 декабря 2005 года, в день столетия со дня первого освящения, совершено повторное освящение престола. 30 ноября 2008 года, в 1-е воскресенье Адвента, во время торжественного богослужения состоялось освящение собора. В январе 2010 года был полностью восстановлен шпиль, высота собора со шпилем составила 62 метра.
В июле 2011 года студенты Рижской художественной школы установили в соборе созданные из ценных пород дуба, липы и сосны, новый неоготический алтарь с резными стрельчатыми арками и шпилями, подвесную кафедру с балдахином, новую купель, подставку для пасхальной свечи, а также балюстраду, отделяющую алтарную часть от центрального нефа, тем самым преобразив алтарное пространство собора.
25 октября 2017 года в присутствии президента ФРГ Франка-Вальтера Штайнмайера в соборе состоялась символическая церемония передачи храма в собственность Евангелическо-Лютеранской церкви России.

## Орган
В 1892 году приход приобрёл новый 42-регистровый трехмануальный орган у известной немецкой фирмы „Э. Ф. Валькер“ из Людвигсбурга (нем. E.F. Walcker, Ludwigsburg), ставший лучшим концертным инструментом Москвы. При скромных размерах он не уступал ни по красоте, ни по техническим показателям органу Большого зала Московской консерватории. Будучи вдвое компактнее, немецкий инструмент „отставал“ всего на 8 регистров. Во время войны, в 1941 году церковный орган был вывезен в Новосибирский театр оперы и балета, где был уничтожен (частично пущен на металлолом, частично — на декорации).
В 1996 году возрожденной общине свв. Петра и Павла был передан исторический романтический орган фирмы „Вильгельм Зауэр“. История этого органа начинается в лютеранской церкви св. Михаила в Немецкой слободе, в которой в 1898 году он был изначально установлен. В 1928 году, после закрытия церкви, орган был перенесён в 1-й Московский крематорий. В 2005 году фирмой „Рейнхард Хюфкен“ (нем. Reinhard Hüfken) из Хальберштадта был произведен капитальный ремонт органа, после чего 2 декабря того же года, установленный в Кафедральном соборе орган вновь зазвучал.
Исторический орган фирмы „Вильгельм Зауэр“ лютеранского собора в Москве является одним из 4-х церковных органов в Москве и одним из старейших органов в России. По количеству регистров в настоящее время он занимает 6-е место в Москве, после органов, установленных в Доме музыки, Концертном зале им. П. И. Чайковского, Католическом соборе, Большом зале Московской консерватории и Баптистской церкви (бывшей Реформатской).
Кафедральный собор всегда играл важную роль не только в религиозной, но и в культурной жизни Москвы — в нём выступали выдающиеся российские и иностранные музыканты. В настоящее время орган сопровождает богослужения каждое воскресенье и праздники. В соборе регулярно проводятся концерты органной музыки, вокальные, инструментальные и хоровые концерты для взрослых и детей, а также международные музыкальные фестивали с участием российских и зарубежных исполнителей: Международный фестиваль искусств „Дорога в Рождество“, „Музыка в изгнании“, Международный Баховский фестиваль, музыкально-инсталляционный проект „Ночь в соборе“, „Хоровые ассамблеи в Кафедральном“ и др. Актуальная концертная программа представлена на официальном сайте Кафедрального собора.
Диспозиция органа „Вильгельм Зауэр“ (нем. Wilhelm Sauer)», Франкфурт-на-Одере, Германия, Opus 755, 1898 год.
| I. Manual C-g3 |        |
| Bordun         | 16’    |
| Principal      | 8’     |
| Gamba          | 8’     |
| Flöte          | 8’     |
| Gedackt        | 8’     |
| Viola d’amour  | 8’     |
| Octave         | 4’     |
| Rohrflöte      | 4’     |
| Cornett        | 3—5 f. |
| Trompete       | 8’     |

| II. Manual C-g3 |      |
| L.Gedackt       | 16’  |
| G.Principal     | 8’   |
| Concertflöte    | 8’   |
| Quintatön       | 8’   |
| Dolce           | 8’   |
| Gemshorn        | 4’   |
| Traversflöte    | 4’   |
| Mixtur          | 4 f. |
| Clarinette      | 8’   |

| III. Manual C-g3 |     |
| Quintatön        | 16’ |
| Spitzflöte       | 8’  |
| L.Gedackt        | 8’  |
| Salizional       | 8’  |
| Aeoline          | 8’  |
| Voix-céleste     | 8’  |
| Flauto dolce     | 4’  |

| Pedal C-f1  |     |
| Violon      | 16’ |
| Subbass     | 16’ |
| Gedacktbass | 16’ |
| Octave      | 8’  |
| Violoncelle | 8’  |
| Flöte       | 4’  |
| Posaune     | 16’ |

| 33 регистра, 3 мануала и педаль (33/III/P). |
| Cистема кегельладе с пневматической игровой и регистровой трактурами. |
| Вспомогательные устройства: - копулы мануалов: III/II, III/I, II/I; - копулы к педали: III/P, II/P, I/P; - 2 свободные комбинации; - готовые комбинации: p, mf, f, Tutti, Rohrwerk; - швеллер на III мануале; - Walze; - Walze ab.; - HR ab. |

## Комплекс зданий при соборе
| Изображение | Описание |
| ----------- | --- |
|             | Богадельня Адрес: Старосадский пер., 7/10, строение 2 и 4 |
|             | Капелла, изначально часовня для отпевания умерших Адрес: Старосадский пер., 7/10, строение 6 Архитектор: Ф. О. Шехтель Дата постройки: 1892 год В советские годы она была закрыта вместе с собором. В мае 1992 года капелла была возвращена общине. Освобождение помещения от межэтажного перекрытия и восстановительные работы, начавшиеся в октябре того же года, проводила фирма «Стромас», которой помогали две бригады добровольцев из США. Капелла была освящена на Пасху 1993 года, строительные работы в ней были окончательно завершены в октябре того же года. Регулярные воскресные богослужения на русском и немецком языках в капелле совершались вплоть до осени 1998 года, а также во время строительных и реставрационных работ в соборе. |
|             | Ограда с воротами Адрес: Старосадский пер., 7/10, строение 7 Дата постройки: 1892 год |
|             | Сторожка-дворницкая Адрес: Старосадский пер., 7/10, строение 7 |
|             | Дом причта Адрес: Старосадский пер., 7/10, строение 8 Архитектор: А. Е. Вебер Дата постройки: 1880-е гг. В здании также располагалась Московская консистория ЕЛЦ. |
|             | Покойницкая при часовне Адрес: Старосадский пер., 7/10, строение 9 |
|             | Петропавловское мужское училище Адрес: Петроверигский пер., 6-8-10, строение 3 Архитектор: О. В. фон Дессин Дата постройки: 1912—1913 гг. В настоящее время в здании располагается Национальный медицинский исследовательский центр профилактической медицины Министерства здравоохранения Российской Федерации. |
|             | Жилой дом преподавателей мужского училища Адрес: Петроверигский пер., 6-8-10, строение 4 Архитектор: О. В. фон Дессин Дата постройки: 1912—1913 гг. |
|             | Петропавловское женское училище (красно-кирпичное здание) Адрес: Колпачный пер., 12 (10/7, строение 1) В советские годы здание было надстроено на два этажа. |

## Персоналии
- Франц Лефорт — меценат общины[15], российский государственный и военный деятель, генерал-адмирал, сподвижник Петра I.

### Пасторы

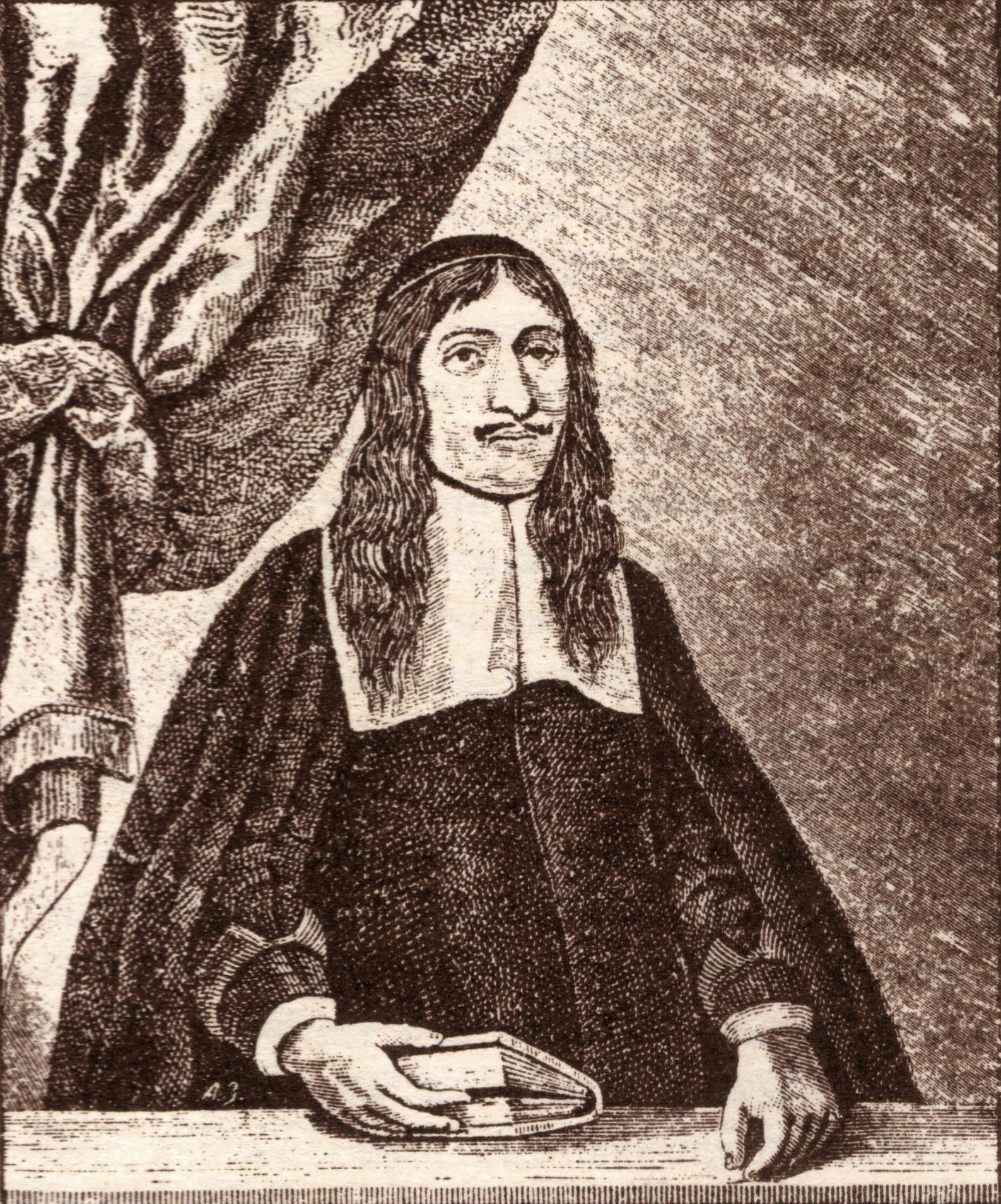
Иоганн Готфрид Грегори

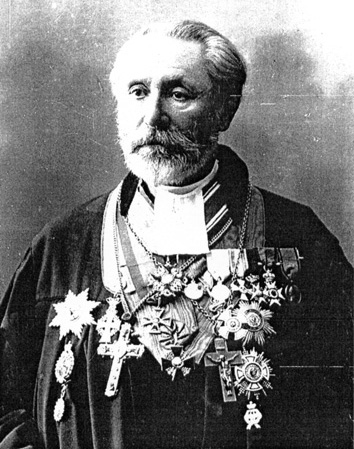
Генрих фон Дикгоф

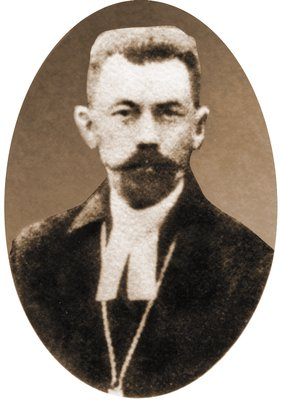
Теофил Мейер

| - 1626—1647 Якоб Нойенбург - 1648—1657 Иоаким (Иван) Якоби - 1657—1688 Иоганн Дитрих Фокерот - 1670—1675 Иоганн Готфрид Грегори - 1675—1682 Петр Ран - 1683—1695 Иоаким Майнке - 1695—1699 Франц Лоренс Шрадер - 1699—1721 Ульрих Томас Ролоф - 1700—1707 Юстус Самуил Шаршмидт - 1710—1711 Петр Штапенбек - 1715—1720 Иоганн Гассенштейн - 1720—1739 Иоганн Райхмудт - 1722—1725 Фирот - 1733—1743 Иоганн Нойнбауэр - 1743—1753 Иоганн Люткен (Лютке) - 1753—1775 Карл Готфрид Минау - 1776—1801 Иоганн Михаил Ерземский - 1776—1811 Вениамин Гайдеке - 1811—1842 Фридрих Христофор Юстус Гёринг - 1842—1862 Карл Генрих Вильгельм фон Дикгоф - 1858—1911 Генрих Генрихович фон Дикгоф - 1862—1866 Карл Фридрих Вильгельм Коссман - 1867 Фридрих Генрих Вильгельм Келлер - 1866—1901 Павел Виктор Гуго Эверт - 1869—1873 Иоганн Фердинанд Эмиль Берг | - 1876—1888 Иоганнес Гершельман - 1887—1888 Карл Ирбе - 1888—1920 Оскар Фрей (пастор эстонской общины) - 1888—1890 Л. Кенигсфельд - 1890—1894 Вильгельм Эдуард Михаэль Ферманн - 1894—1895 Иоганс Парштраус - 1894—1895 Феликс Шпёрер - 1895—1901 Рихард Вальтер - 1895—1904 Константин Кох - 1907—1908 Александр Зигфрид - 1911—1928 Теофил Фёдорович Мейер - 1911—1921 Бруно Краузе - 1924—1932 Михаил Лаппинг - 1928—1936 Александр Штрек - 1992—1994 Гуннар Фолкхерр Отила фон Шлиппе - 1994—1996 Александр Васильевич Дроздов - 1994—1995 Иоганнес Лаунхард - 1995—1996 Мартин Бер - 1997—2001 Петер Ури - 1997—2011 Дмитрий Романович Лотов - 2003—2009 Готфрид Шпит - 2010—2011 Дитрих Эрихович фон Бюлов-Штернбек (урожд. Дмитрий Борисович Амусьев) - 2011—2016 Андрей Викторович Бобылёв - 2011—2021 Елена Михайловна Бондаренко - 2018—2021 Артис Петерсонс - с 2013 — Виктор Сергеевич Вебер - c 2023 — Владислав Евгеньевич Телегин |

### Органисты
- 1872—1915 Иван Августович Бартц[18] (нем. Johannes Bartz)
- 1926—1936 Эрнст Хёршельманн[19] (нем. Ernst Hörschelmann)
- 2002—2011 Юлия Николаевна Лотова
- 2011—2012 Дмитрий Феликсович Ушаков
- c 2012 Ирина Шашкова-Петерсон

### Известные члены общины
- Лаврентий Алферьевич Блюментрост (1619—1705) — придворный медик; похоронен при церкви[20].
- Иоганн Готфрид Грегори (1631—1675) — один из организаторов и режиссёров первого театра в России.
- Лев Герасимович Кноп (1821—1894) — 1-й гильдии купец, представитель российского еврейского баронского рода, перешедшего в лютеранство.
- Анна Ивановна Монс (1672 или 1675—1714) — фаворитка Петра I.
- Борис Викторович Раушенбах (1915—2001) — один из основоположников российской космонавтики, академик АН СССР, академик РАН

## Фотогалерея

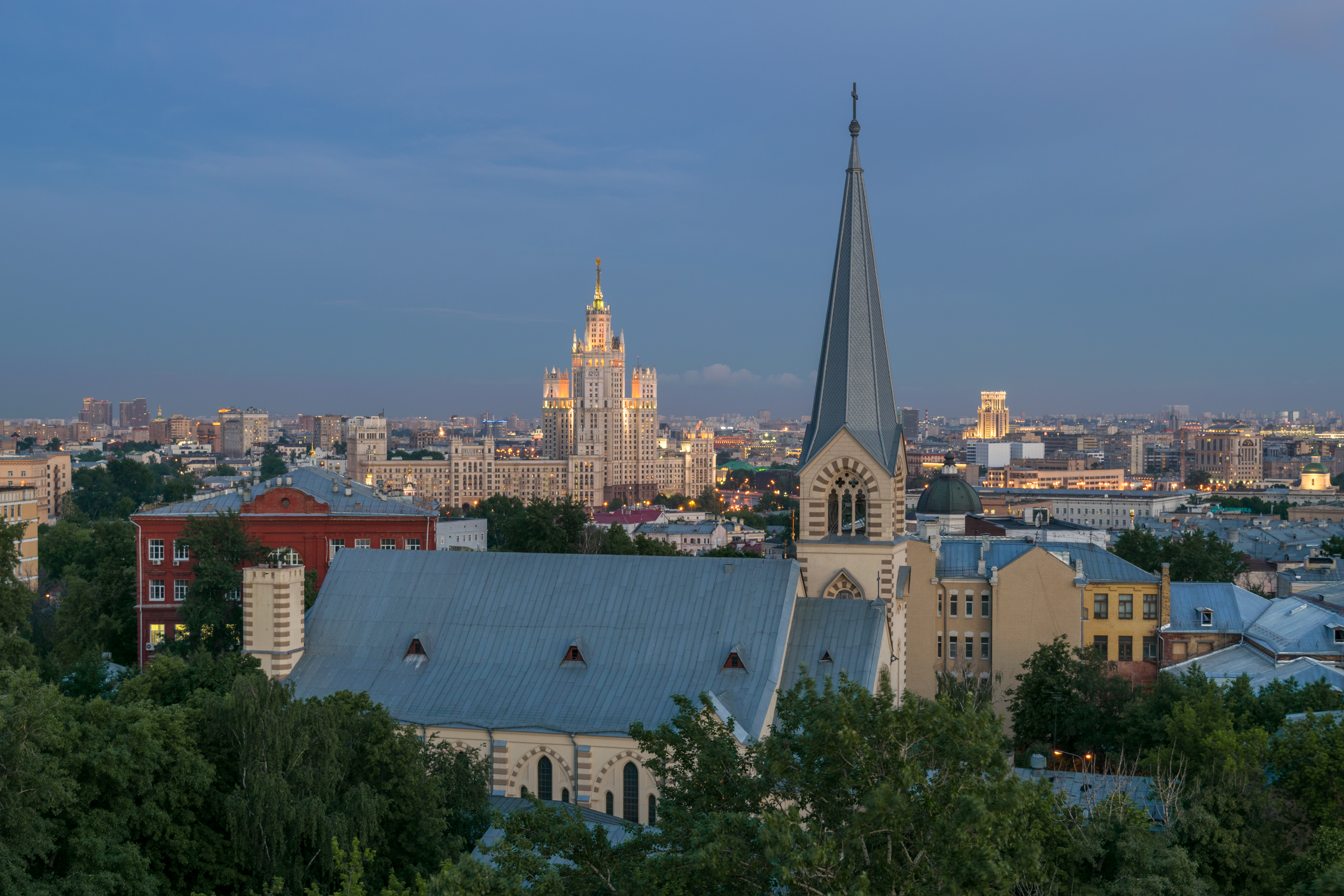
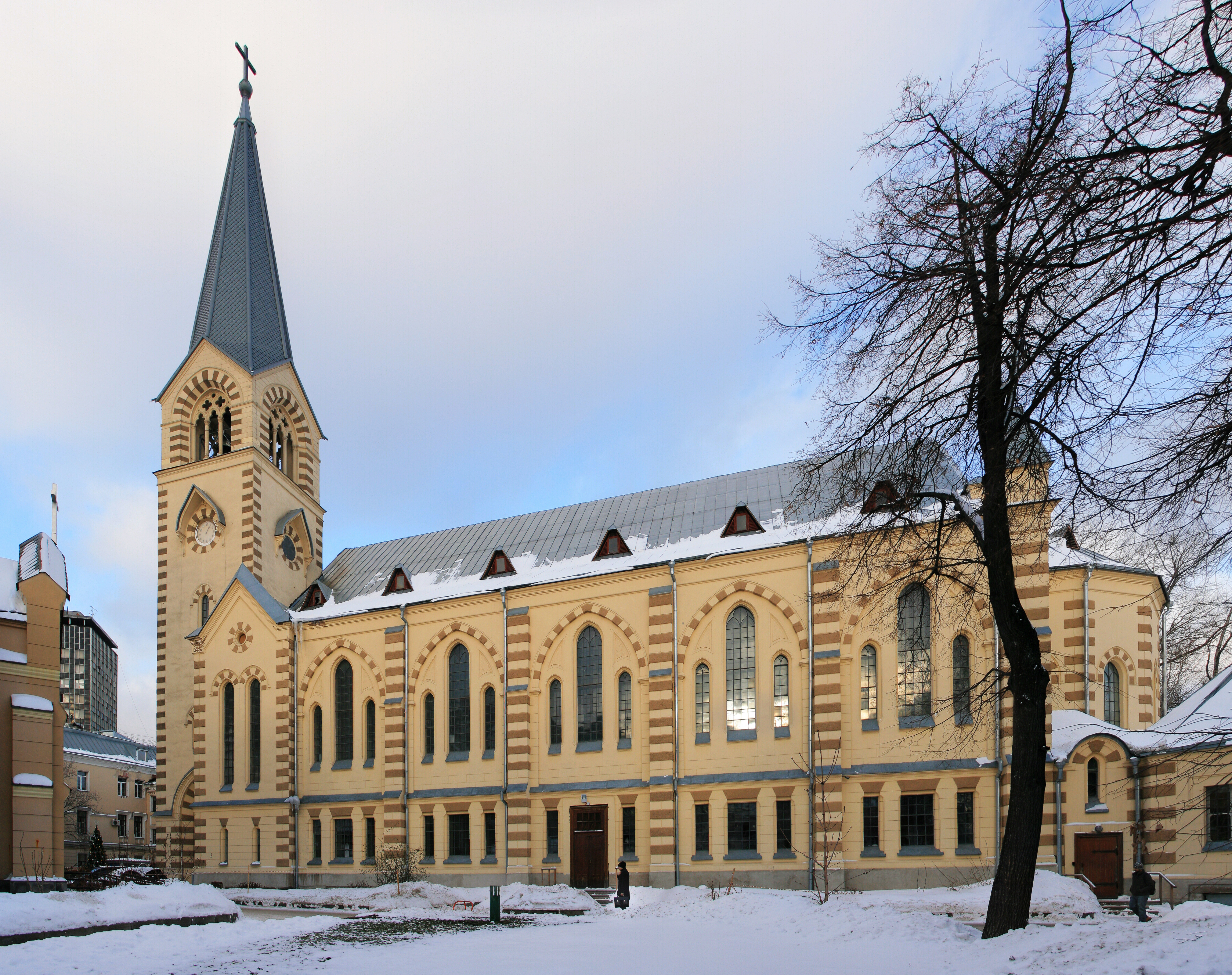
Южная сторона собора
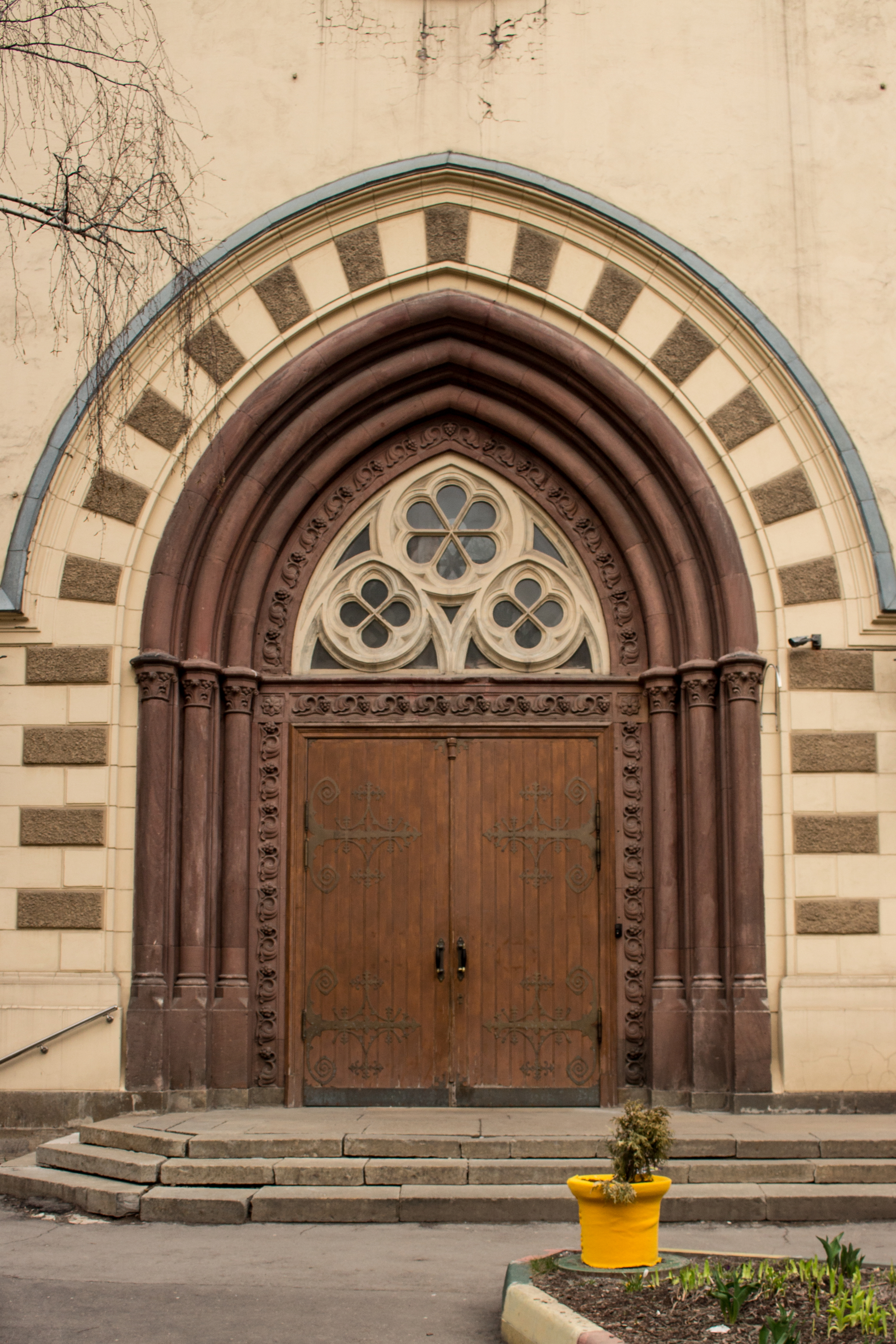
Портал
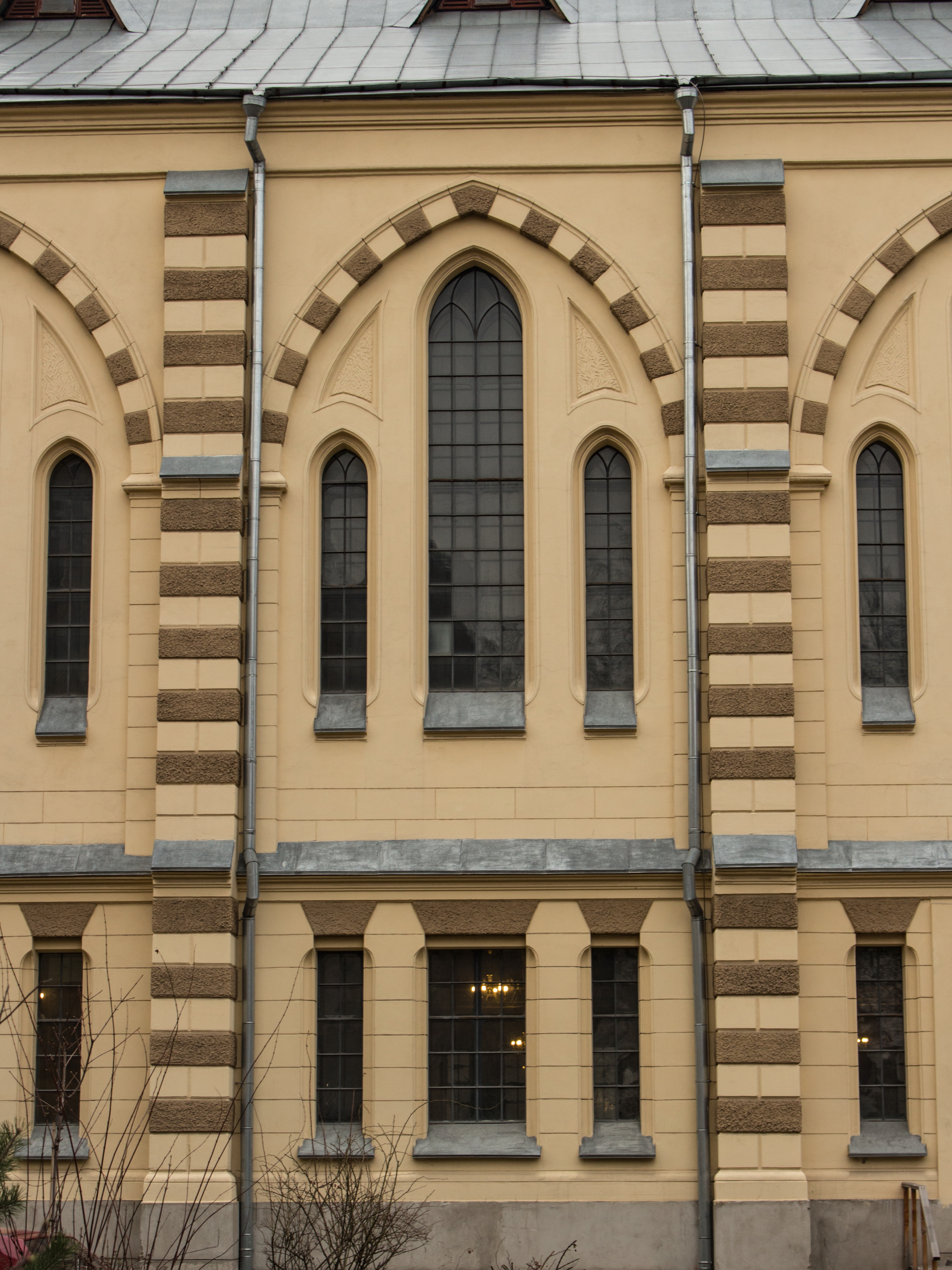
Окна правого нефа
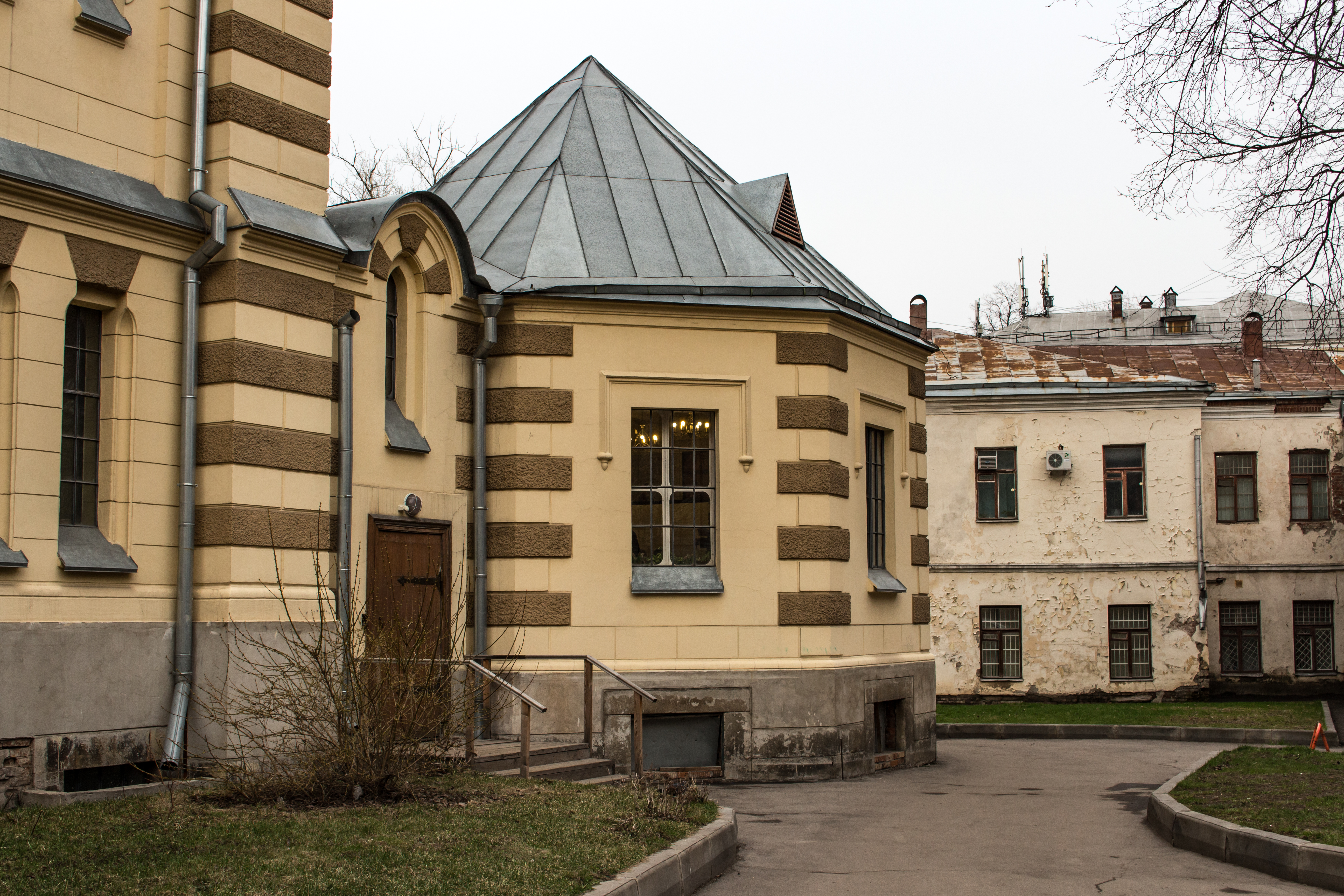
Ризница
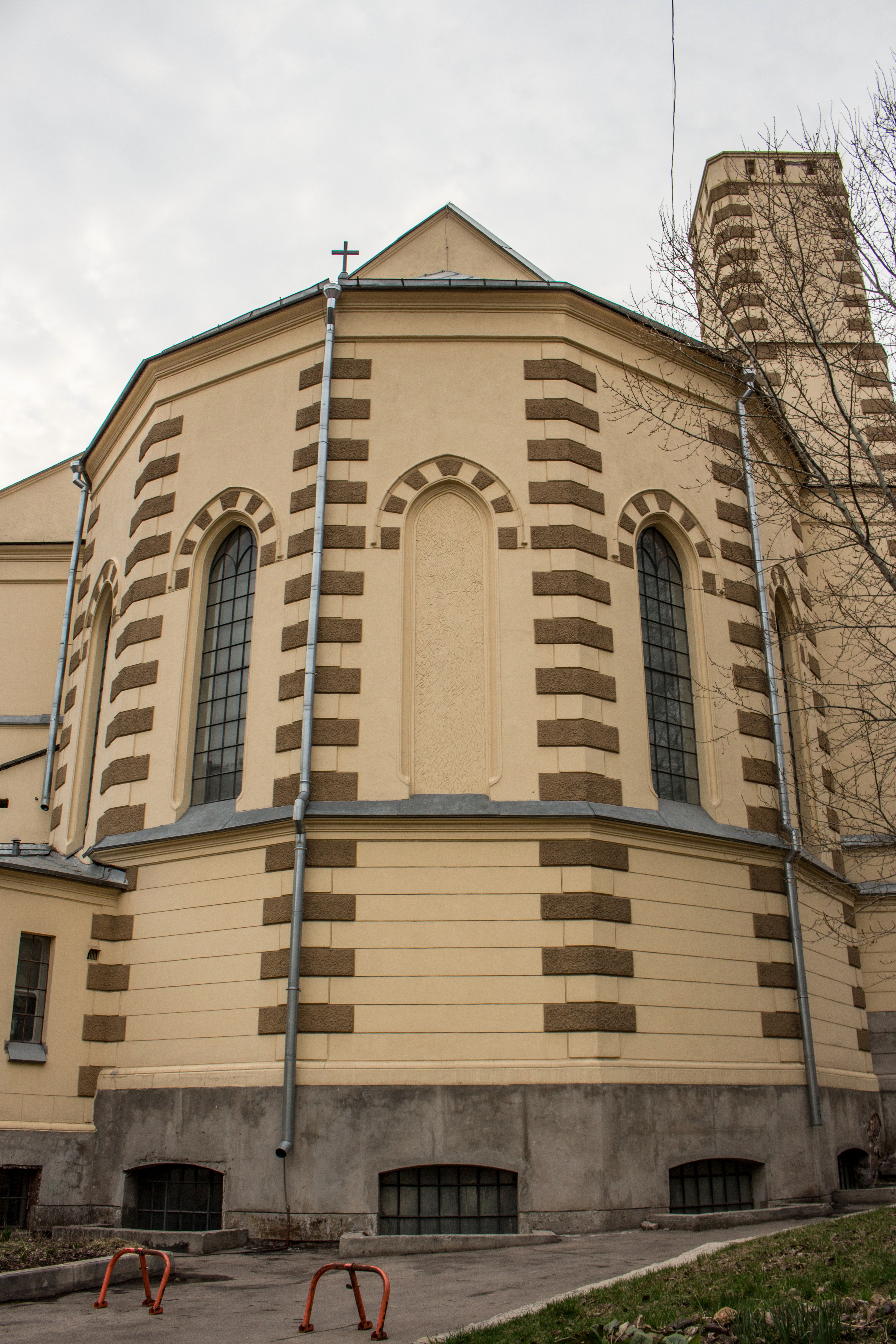
Апсида снаружи